# Вилафранка Падована
Вилафранка Падована (итал. Villafranca Padovana) је насеље у Италији у округу Падова, региону Венето.
Према процени из 2011. у насељу је живело 3452 становника. Насеље се налази на надморској висини од 19 м.

## Становништво
| 1931. | 1936. | 1951. | 1961. | 1971. | 1981. | 1991. | 2001. | 2011. |
| ----- | ----- | ----- | ----- | ----- | ----- | ----- | ----- | ----- |
| 4.769 | 4.709 | 5.095 | 4.631 | 5.338 | 6.237 | 6.784 | 7.952 | 9.797 |